# 海老ヶ瀬 (新潟市)
海老ヶ瀬（えびがせ）は、新潟県新潟市東区の町字。

## 概要
1889年（明治22年）から現在までの大字で、阿賀野川下流左岸の通船川河道に沿う場所に位置する。もとは戦国時代から1889年（明治22年）まであった海老ヶ瀬村の区域の一部で、1577年（天正5年）に村名の記録が残されている。
地名の由来は、加賀国大聖寺から移住し当地を開発した間島主殿助が、日常小者に海老を捕らせて生活していたことによる。
もとは純農村で大形村役場の所在地だったが、旧国道7号（新潟県道3号新潟新発田村上線）沿いに開発が進み、新潟バイパスのインターチェンジが造られると交通の要衛となった。

### 隣接する町字
北から東回り順に、以下の町字と隣接する。
- 津島屋
- 一日市
- 柳ヶ丘
- 大形本町
- 海老ヶ瀬新町
- 木工新町

※ 通船川を挟んで新松崎と隣接。

## 歴史

### 分立した町字
1889年（明治22年）以後に、以下の町字が分立。
海老ヶ瀬新町（えびがせしんまち）
1996年（平成8年）10月28日に海老ヶ瀬から分立した町字。
大形本町（おおがたほんちょう）
1966年（昭和41年）に分立した町字。
木工新町（もっこうしんまち）
1974年（昭和49年）に分立した町字。

### 年表
- 1877年（明治10年） : 海老ヶ瀬新田を編入。
- 1889年（明治22年）4月1日 : 合併により松島村の大字となる。
- 1898年（明治31年）2月4日 : 松島村の村域が三分割され、三箇村の大字となる。
- 1901年（明治34年）11月1日 : 合併により大形村の大字となる。
- 1943年（昭和18年）6月1日 : 合併により新潟市の大字となる。
- 2007年（平成19年）4月1日 : 新潟市の政令指定都市移行により、東区の大字となる。

## 交通

### 道路
地域高規格道路
- 新潟バイパス - 新新バイパス
  - 海老ヶ瀬IC

県道
- 新潟県道3号新潟新発田村上線

### バス
新潟交通路線バス
2016年10月現在の路線・系統を示す。
- 大形保育園前停留所 - 海老ヶ瀬本村停留所 - 大形中学前停留所 - 東特別支援学校前停留所
  - E42 大形線 （万代シテイ・新潟駅前 - 津島屋）